# 洛若镇
洛若镇（藏語：བླ་རུང་སྒར་，威利转写：bla rung sgar），原称洛若乡，是中华人民共和国四川省甘孜藏族自治州色达县下辖的一个镇。境内有被称为“世界上最大的佛学院”的色达喇荣寺五明佛学院。

## 行政区划
洛若镇下辖以下地区：
下洛若村、上洛若村、瓦各村、曲西村、日冉村、扎玛村、知青村、沙玛村、甲西村和甲修村。